# Groenlandia
La Groenlandia (in groenlandese Kalaallit Nunaat, lett. "terra dei Kalaallit"; in danese Grønland, lett. "terra verde") è un'isola collocata nell'estremo nord dell'Oceano Atlantico tra il Canada a ovest, l'Islanda a sud-est e l'Artide e il Mar Glaciale Artico a nord. Con circa 0,03 ab./km², è la nazione meno densamente popolata della Terra.
È un territorio appartenente al Regno di Danimarca, che comprende anche la Danimarca continentale e le isole Fær Øer. Confina con il Canada, dal 2022, sull'isola Hans. La Groenlandia fu una delle colonie della Corona Norvegese fino al 1814, quando passò sotto il controllo della Danimarca; nel 1953 divenne parte del regno danese attraverso la formula dell'unione personale. Nel 1979 all'isola venne concesso l'autogoverno (hjemmestyre) dal Folketing (il Parlamento danese) mediante una legge approvata nel 1978. Il sovrano di Danimarca rimane comunque il capo di Stato della Groenlandia. Fece parte della Comunità economica europea, come territorio danese, dal 1973 fino al 1985, quando decise di uscirne per effetto del referendum del 1982.
In seguito al referendum del 2008, sono state trasferite al governo locale le competenze in ambito legislativo, giudiziario e nella gestione delle risorse naturali. Il referendum, seppure oggetto di critiche e non vincolante per il parlamento danese, è stato riconosciuto da quest'ultimo e la sua applicazione è divenuta effettiva il 21 giugno 2009, costituendo un passaggio importante verso l'indipendenza. La Danimarca mantiene ancora il controllo su finanze, politica estera e difesa militare e provvede a un sussidio annuale (circa 3,4 miliardi di corone, pari al 30% del PIL per il 2008).

## Etimologia
La parola Groenlandia deriva dallo scandinavo Grønland, traducibile in "terra verde". Secondo le saghe islandesi, il norvegese Erik il Rosso fu esiliato dall'Islanda per omicidio colposo. Salpò con la sua famiglia e i suoi thrall (schiavi), dirigendosi verso una terra a nord-ovest di cui aveva sentito parlare. Dopo aver trovato un'area abitabile e essersi stabilito lì, chiamò quella terra Grønland, presumibilmente nella speranza che il nome piacevole attirasse nuovi coloni.
La credenza che il nome sia derivato dal fatto che ai tempi di Erik il Rosso, ossia durante il medioevo, la Groenlandia fosse effettivamente una terra senza ghiaccio è stata smentita dai carotaggi dei ghiacciai groenlandesi. Si è scoperto che le polveri e l'aria intrappolata nel ghiaccio provenivano dall'atmosfera che c'era 110.000 anni fa, durante l'ultima glaciazione.

## Storia
Non si conosce il periodo esatto dei primi insediamenti inuit.
Per quanto riguarda l'avventura vichinga dell'XI secolo, essa fu facilitata dall'innalzamento delle temperature del periodo caldo medievale, cosicché i drakkar, le agili imbarcazioni scandinave, poterono solcare i mari del nord al riparo dei numerosi accidenti atmosferici e raggiungere la Groenlandia.
Nelle saghe vichinghe si racconta che Erik il Rosso fu esiliato dall'Islanda per omicidio. Egli, insieme alla propria famiglia e ad alcuni schiavi, partì con delle navi alla volta di una terra che si diceva fosse a nord-ovest. Giunse nell'isola e vi fondò la colonia di Groenlandia, che in tempi abbastanza rapidi si espanse. I primi colonizzatori furono quindi islandesi e si stabilirono sulla punta sud-occidentale dell'isola, dove prosperarono per i secoli successivi.
A papa Pasquale II si attribuisce nell'anno 1112 la nomina del primo vescovo di Groenlandia e Terranova: si tratta di Erik Gnupsson, o Henricus, che risulta così il primo vescovo in terra d'America, circa quattro secoli prima di Cristoforo Colombo.
Attorno al 1450 iniziò l'abbassamento delle temperature, noto come piccola glaciazione: molte terre furono abbandonate e la stessa Islanda parve sul punto di soccombere. Le ossa ritrovate risalenti a tale periodo mostrano una condizione di forte malnutrizione. Tale raffreddamento climatico fu ricostruito tramite lo studio degli strati di ghiaccio prelevati nell'isola. La piccola era glaciale costrinse i Vichinghi ad abbandonare la Groenlandia e l'ultima notizia scritta riguarda una festa di nozze celebrata il 16 settembre 1408 nella chiesa di Hvalsey. Solo le fondamenta della chiesa ricordano la vita rurale dei Vichinghi.
Il Regno di Danimarca-Norvegia rivendicò il territorio e, dopo alcuni secoli di assenza di contatto tra i Vichinghi groenlandesi e gli scandinavi, si diffuse la paura che fossero tornati pagani; una spedizione missionaria fu così mandata a restaurare la cristianità dell'isola nel 1721. Tuttavia, dato che non fu trovato nessun vichingo groenlandese, la Danimarca-Norvegia in alternativa cominciò a battezzare i nativi Inuit groenlandesi e a fondare colonie commerciali lungo la costa, come parte delle sue aspirazioni di potenza coloniale. Vennero mantenuti privilegi coloniali, come il monopolio sui commerci.
Quando la Norvegia, dopo le guerre napoleoniche, si separò dalla Danimarca nel 1814, le colonie, Groenlandia inclusa, rimasero danesi. Durante la seconda guerra mondiale la Groenlandia si distaccò, sia socialmente sia economicamente, dalla Danimarca (occupata dai tedeschi) e si avvicinò agli Stati Uniti e al Canada. Dopo la guerra il controllo dell'isola ritornò alla Danimarca e, nel 1953, lo status coloniale fu trasformato in quello di un Amt (contea) d'oltremare. Nel 1985 l'isola uscì dalla CEE, alla quale era unita dal 1973 in quanto parte della Danimarca.
Dal 1973 al 2022 c'è stata una disputa territoriale con il Canada sulla sovranità dell'isola Hans ("guerra del whisky"), risolta con la spartizione dell'isola.
In seguito al referendum del 2008, la Groenlandia ha ottenuto una maggiore autonomia: a partire dal 21 giugno 2009, alla Groenlandia è riconosciuto l'auto-governo e la gestione autonoma delle proprie risorse naturali (la Groenlandia è particolarmente ricca di petrolio, gas naturale, diamanti, oro, uranio e piombo). È stato riconosciuto inoltre il groenlandese come lingua ufficiale (variante delle lingue eschimesi) e la possibilità di avere una polizia autonoma. Possiede, inoltre, un'amministrazione autonoma delle poste ed emette dei francobolli, ma non conia monete. L'unico aspetto di rilievo riguardante la Groenlandia rimasto in capo alla Danimarca è la gestione della politica estera.
La Groenlandia ha un'economia basata soprattutto sul turismo e sulla pesca, ma il 30% del PIL proviene da sovvenzioni della Danimarca.
Nel 2017 una commissione costituzionale ha iniziato la stesura della bozza della prima costituzione, un altro passo verso l'indipendenza dalla Danimarca.
Nell'agosto del 2019 il presidente statunitense Donald Trump ha espresso interesse per l'acquisto della Groenlandia da parte degli Stati Uniti d'America. Il ministro di Stato danese Mette Frederiksen ha definito tale richiesta assurda, rispondendo che il territorio non era in vendita e che la Groenlandia appartiene a sé stessa, non alla Danimarca. A seguito di ciò, Trump ha annullato un viaggio ufficiale, programmato per settembre a Copenaghen. Gli USA tentarono di acquistare la Groenlandia già nel 1868 e nel 1946 ritentarono l'acquisto, offrendo 100 milioni di dollari.
Il rieletto presidente statunitense Donald Trump ha rinnovato l'interesse di annettere la Groenlandia agli Stati Uniti d'America per motivi di "sicurezza nazionale" e sfruttamento delle sue risorse naturali, ma il primo ministro dell'isola Múte Bourup Egede ha risposto che il suo paese "non è in vendita", anche se è interessato a rafforzare i legami con Washington. Secondo un sondaggio del gennaio 2025, l'84% dei groenlandesi vorrebbe l'indipendenza dalla Danimarca (il 45% sarebbe a favore solo se non peggiorasse le proprie condizioni di vita), il 9% è contrario e solo un 6% vorrebbe l'annessione agli Stati Uniti.

## Geografia

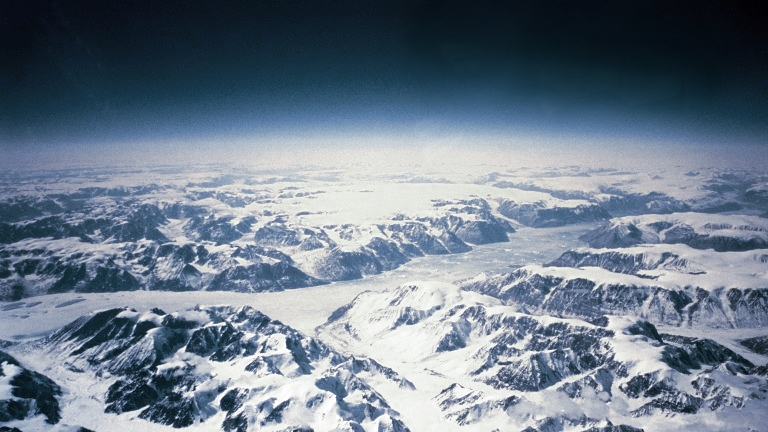
Porzione della costa a sud-est dell'isola

La Groenlandia è la più grande isola non continentale al mondo e la terza area più grande del Nord America, dopo Canada e Stati Uniti. Si trova tra il 59º e l'83º parallelo nord e tra l'11º e il 74º meridiano ovest.
Da nord, in senso orario, è circondata dal mar Glaciale Artico, dal mare di Groenlandia, dallo stretto di Danimarca, dall'oceano Atlantico settentrionale, dallo stretto di Davis, dalla baia di Baffin, dallo stretto di Nares e dal mare di Lincoln.
Dal punto di vista della superficie, è il più vasto territorio non autonomo dell'America settentrionale, il più vasto territorio dipendente del mondo e, inoltre, la quarta suddivisione amministrativa più vasta del mondo dopo la Sacha (Russia), l'Australia Occidentale e il Territorio di Krasnojarsk (ancora Russia).
Ospita anche il più vasto parco nazionale del mondo.
I Paesi a essa più prossimi sono l'Islanda a sud-est e il Canada a ovest e sud-ovest.
Nel 2003 l'esploratore artico Dennis Schmitt scoprì l'isola rocciosa 83-42, che potrebbe essere il territorio stabile più a nord del mondo.
L'estrema parte settentrionale della Groenlandia non è coperta da ghiacci, perché l'aria è troppo secca per poter produrre neve, essenziale per creare e mantenere un manto di ghiaccio.
La calotta glaciale ricopre tutto l'interno dell'isola e arriva a uno spessore massimo di 3000 m.
Per questo è la regione della Terra che più assomiglia al continente antartico.
Tutte le coste dell'isola sono costituite da un fittissimo intrico di fiordi e isolotti creati dall'erosione dei ghiacci nel corso dei millenni: quasi dovunque in Groenlandia la calotta glaciale ha inizio appena i fiordi lasciano il posto alla terraferma e quasi tutte le città e gli insediamenti umani sorgono quindi su isolotti. Per questo non esiste una rete stradale degna di nota né tantomeno ferrovie: la calotta glaciale, cominciando a poche decine di chilometri dai villaggi, rende impossibile la costruzione di una infrastruttura viaria tradizionale.
Di conseguenza tutti gli spostamenti di una certa entità avvengono via nave o in aereo. In compenso, il mare è uno dei più pescosi del mondo e fa della pesca l'industria principale della Groenlandia. La costa occidentale è la parte del paese con il clima più mite e la zona più popolata. I monti della Groenlandia più alti sono nella catena di Watkins (in danese Watkins Bjerge) sulla costa orientale dell'isola.
Le cime più alte sono il monte Gunnbjørn (3693 m s.l.m.), il Dome 3682 m s.l.m.) e il Cone (3669 m s.l.m.).
Si ipotizza che, se la Groenlandia fosse priva di ghiaccio, essa avrebbe probabilmente la forma di un arcipelago invece che di un'isola-continente, quale ad esempio l'Australia.
Geograficamente appartiene all'America settentrionale, mentre politicamente è europea, essendo una nazione costitutiva del Regno di Danimarca, pur non facendo parte dell'Unione europea.

### Il clima in Groenlandia

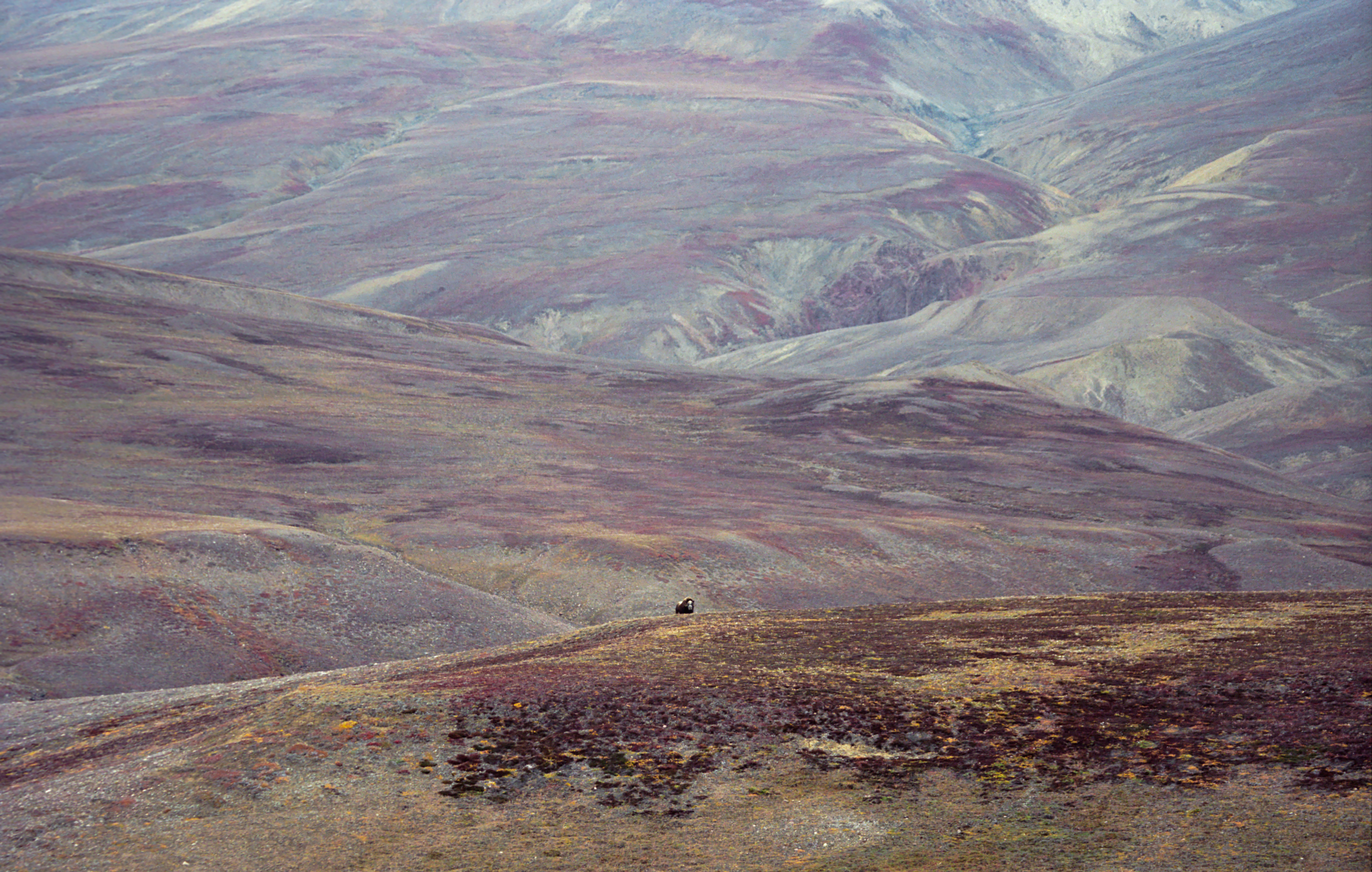
Tundra in Groenlandia

La Groenlandia ha un clima polare, ma, a causa dell'ampiezza del territorio, vi sono sostanziali differenze tra la zona più settentrionale e quella più meridionale dell'isola. La parte sud ha, infatti, un clima molto più mite rispetto alla zona interna del paese e a quella settentrionale, dove si sono registrate temperature inferiori ai -60 °C. La costa ovest e sudovest, rivolta al continente americano e ai venti più caldi che soffiano da esso, offre il clima più mite dell'isola. Dalla fine del secolo scorso, a causa di una serie di estati particolarmente calde, l'estensione della superficie ghiacciata si sta gradualmente riducendo. Inoltre, Nuuk è influenzata dal clima polare marittimo (temperatura media annuale -1,3 °C, marzo, il mese più freddo: -7,9 °C, luglio, il mese più caldo: 6,7 °C).

#### Cambiamento climatico
Il nome Grønland ("Terra verde") venne attribuito dal norvegese Erik il Rosso quando vi si insediò, in quanto condannato per omicidio venne esiliato dall'Islanda; così si diresse verso una terra di nord-ovest di cui aveva sentito parlare e che ora conosciamo come Groenlandia.

Tale nome venne attribuito da Erik il Rosso, appena giunto sull'isola nel periodo estivo. In quel frangente la costa sud della Groenlandia era ricoperta da prati e appariva verde. Inoltre non si esclude che Erik abbia scelto il nome per rendere il territorio appetibile e spingere altri vichinghi a colonizzarlo.
Nel corso di circa 500 anni, le colonie vichinghe svilupparono una loro economia: prove di attività agricola si trovano nella porzione meridionale dell'isola. Gli scavi archeologici hanno portato alla luce resti dei banchetti. Lo stesso Erik il Rosso era un allevatore. La zona meridionale della Groenlandia è tuttora ricoperta di prati in estate e la popolazione odierna è in grado di praticare agricoltura e allevamento.
Tra il 1989 e il 1993, ricercatori climatici statunitensi ed europei hanno perforato la vetta della calotta glaciale groenlandese, ottenendo un paio di carote di ghiaccio lunghe 3 km. L'analisi della stratificazione e della composizione chimica dei nuclei ha fornito un nuovo record rivoluzionario di cambiamento climatico nell'emisfero settentrionale, risalente a circa 100 000 anni fa, e ha dimostrato che il tempo e la temperatura del mondo si sono spesso spostati rapidamente da uno stato apparentemente stabile a un altro, con conseguenze globali. Anche i ghiacciai della Groenlandia stanno contribuendo a un innalzamento globale del livello del mare più veloce di quanto si credesse in precedenza. Tra il 1991 e il 2004, il monitoraggio del tempo in una località (Swiss Camp) ha mostrato che la temperatura media invernale era aumentata di quasi 6 °C. Altre misurazioni hanno dimostrato che le più alte nevicate dall'oscillazione Nord Atlantica hanno causato un ispessimento interno della calotta di ghiaccio di una media di 6 cm tra il 1994 e il 2005.

## Biodiversità
Ci sono circa 700 specie conosciute di insetti in Groenlandia, poche rispetto ad altri paesi (oltre un milione di specie sono state descritte in tutto il mondo).
Il mare è ricco di pesci e invertebrati, soprattutto nelle zone più miti della corrente della Groenlandia occidentale; gran parte della fauna della Groenlandia è associata a reti trofiche a base marina, tra cui grandi colonie di uccelli marini.
Ci sono dozzine di specie di pinnipedi e balene lungo la costa. Queste ultime passano di frequente molto vicino alle coste groenlandesi alla fine dell'estate e all'inizio dell'autunno. Le specie di balene includono il beluga, la balenottera azzurra, la balena della Groenlandia, la balenottera comune, la megattera, il narvalo, la Globicephala e il capodoglio. Tra i mammiferi marini, abbiamo la foca dal cappuccio e la foca grigia.
La fauna terrestre è costituita prevalentemente da animali originari del Nord America o, nel caso di molti uccelli e insetti, dell'Europa. I pochi mammiferi terrestri autoctoni presenti in Groenlandia includono l'orso polare, la renna (introdotta dagli europei), la volpe artica, la lepre artica, il bue muschiato, il lemmino, l'ermellino e il lupo artico. Gli ultimi quattro si trovano naturalmente solo in Groenlandia orientale, essendo immigrati dall'isola di Ellesmere. Non ci sono rettili o anfibi nativi o viventi sull'isola.
Fitogeograficamente la Groenlandia appartiene alla regione circumboreale nel regno olartico. L'isola è scarsamente popolata di vegetazione; la vita vegetale consiste principalmente di prati e piccoli arbusti, che vengono regolarmente pascolati dal bestiame. L'albero originario della Groenlandia più comune è la betulla bianca europea (Betula pubescens), insieme al salice a foglie grigie (Salix glauca), al sorbo (Sorbus aucuparia), al ginepro comune (Juniperus communis) e ad altri alberi più piccoli, principalmente salici.
La flora della Groenlandia è costituita da circa 500 specie di piante tracheofite, tra cui angiosperme, felci, equiseti e lycopodiophyta. Degli altri gruppi, i licheni sono i più vari, con circa 950 specie; ci sono 600-700 specie di funghi e si possono trovare anche muschi ed epatiche. La maggior parte delle tracheofite della Groenlandia hanno distribuzione circumpolare o circumboreale; solo una dozzina di specie di saxifraga e di sparviere sono endemiche.
Alcune specie vegetali furono introdotte dai norvegesi, come ad esempio la vicia cracca.
I vertebrati terrestri della Groenlandia includono il cane groenlandese, che è stato introdotto dagli Inuit, mentre gli europei hanno introdotto specie come pecore groenlandesi, capre, bovini, renne, cavalli, polli e cani pastore, tutti discendenti di animali importati dagli europei.
Gli uccelli, in particolare gli uccelli marini, sono una parte importante della vita animale della Groenlandia: popolazioni nidificanti di alche, pulcinelle di mare, skua e gabbiani tridattili si trovano sui ripidi versanti delle montagne. Gli uccelli migratori nidificanti includono l'edredone comune, la moretta codona, il re degli edredoni, l'oca lombardella maggiore, l'oca zamperosee e l'oca facciabianca. Gli uccelli terrestri non migratori includono l'organetto artico, la pernice bianca, il gufo comune, il gufo delle nevi, il girfalco e l'aquila dalla coda bianca.

## Suddivisioni amministrative

Suddivisioni territoriali della Groenlandia.

Amministrativamente, la Groenlandia è un territorio d'oltremare della Danimarca diviso in cinque comuni (che nel 2009 hanno rimpiazzato i 18 comuni precedenti): Avanaata, Kujalleq, Qeqqata, Qeqertalik e Sermersooq. Territori extracomunali nell'isola sono il parco nazionale della Groenlandia nordorientale e il villaggio di Pituffik, che ospita la base aerea militare americana di Thule.

## Politica
Il capo di Stato della Groenlandia è il sovrano della Danimarca, ma l'isola ha una notevole autonomia per diversi aspetti: ad esempio, a differenza della Danimarca, non aderisce all'Unione europea.
Il parlamento unicamerale è chiamato Inatsisartut (in danese Landsting). È composto da 31 rappresentanti eletti dal popolo con voto proporzionale, che restano in carica per quattro anni. Sono eletti anche due rappresentanti presso il parlamento danese, il Folketing.
Il capo del governo è il primo ministro della Groenlandia.

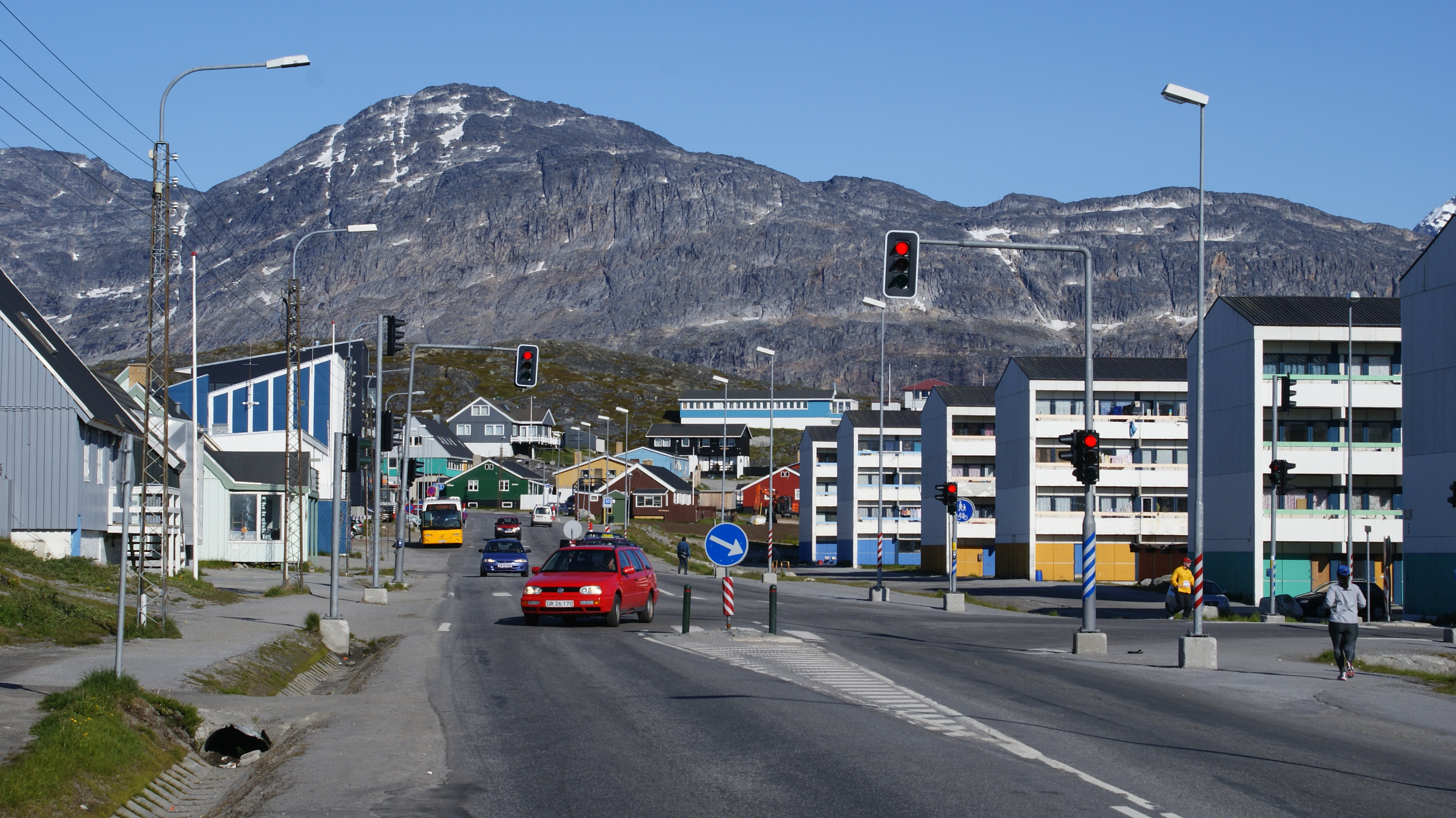
Una via del centro di Nuuk

Per effetto del referendum del 2008, la Groenlandia ha visto riconoscersi importanti prerogative in tema di gestione delle proprie risorse.

## Economia
La Groenlandia ha sofferto di una crescita economica negativa negli anni novanta, ma dal 1993 l'economia è migliorata. Il GHRG (Greenland Home Rule Government) ha adottato una stretta politica fiscale dalla fine degli anni ottanta che ha favorito la creazione di un surplus nei budget pubblici e il mantenimento dell'inflazione a un livello basso. La crisi economica fu dovuta principalmente alla chiusura delle ultime miniere di zinco e piombo nel 1990, e la conseguente mancanza degli introiti delle concessioni minerarie.
La Groenlandia è fortemente dipendente dalla pesca e dalle esportazioni dei prodotti ittici. L'industria della pesca del gambero, ma anche dell'halibut, è il settore che garantisce la maggiore fonte di reddito.
Malgrado la scoperta di altri giacimenti di minerali e idrocarburi, occorrerà molto tempo prima che si possa avviare una politica di estrazione e commercializzazione di queste nuove risorse.
Il turismo è l'unico settore che può garantire un potenziale nel breve periodo, anche se questo è limitato principalmente da due fattori: la breve stagione estiva e i costi elevati.
Il settore pubblico e i comuni, comprese le imprese a partecipazione di capitale pubblico, svolgono un ruolo dominante nell'economia della Groenlandia. Circa la metà del reddito del governo proviene dalle concessioni del governo centrale danese, e costituisce una parte importante del PIL.

## Trasporti
Il maggiore aeroporto sulla costa occidentale è l'aeroporto internazionale di Nuuk, con voli quotidiani principalmente per Copenaghen. Air Iceland collega Reykjavík con Constable Point, Kulusuk (nei pressi di Ammassalik), Kangerlussuaq e Narsarsuaq. Nuuk è anche l'hub per i voli interni alla Groenlandia. Tutti i voli interni sono operati dalla Air Greenland. I trasporti groenlandesi si concentrano perlopiù sui voli e le rotte con traghetti. Data la conformazione geografica del territorio, solo due città sono collegate da strade, Ivittuut e Kangilinnguit. Le restanti sono sterrate, poco più che sentieri mal tracciati. Fino al 30 novembre 2024, l'hub della Air Greenland, nonché il principale aeroporto della Groenlandia, era l'aeroporto di Kangerlussuaq, ma in seguito alla ristrutturazione dell'aeroporto di Nuuk, tutti i voli che portavano a Kangerlussuaq (tranne alcuni) vennero spostati all'aeroporto di Nuuk.

## Popolazione

### Demografia

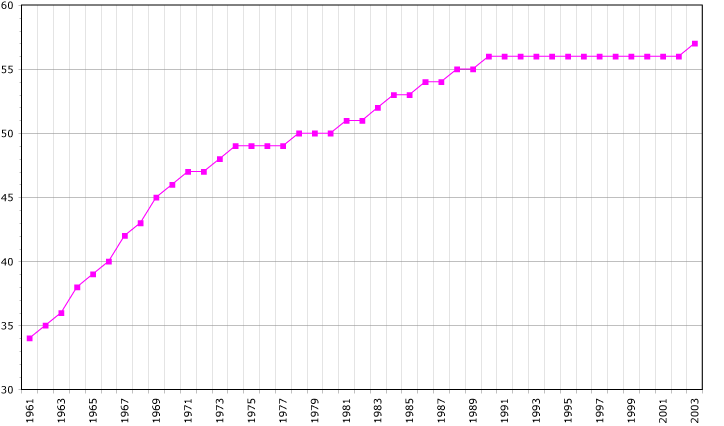
Evoluzione demografica tra 1961 e 2003 (cifre FAO, 2005). Popolazione in migliaia di abitanti.

La Groenlandia ha 57 695 abitanti con una densità di popolazione di 0,027 ab./km2, di cui una percentuale compresa tra l'85 e il 90% è di origine inuit, mentre le percentuali rimanenti sono in massima parte europei (danesi in maggioranza).
La popolazione è concentrata lungo i fiordi nella parte sudoccidentale dell'isola, che ha un clima più mite.
La Groenlandia è schedata come la regione a più alto tasso di suicidi nel mondo, con un tasso triplo rispetto alla seconda classificata, la Lituania, e pari a più di otto volte il tasso mondiale di suicidi.
Nonostante programmi scolastici di educazione sessuale e distribuzione gratuita di contraccettivi, la Groenlandia rimane il paese col più alto tasso di aborti al mondo. Nel 2000 gli aborti hanno superato le nascite e in media una donna groenlandese ha 2,1 aborti nel corso della sua vita. Altissima è anche l'incidenza di malattie sessualmente trasmissibili, alcolismo e violenza su minori.

### Religione

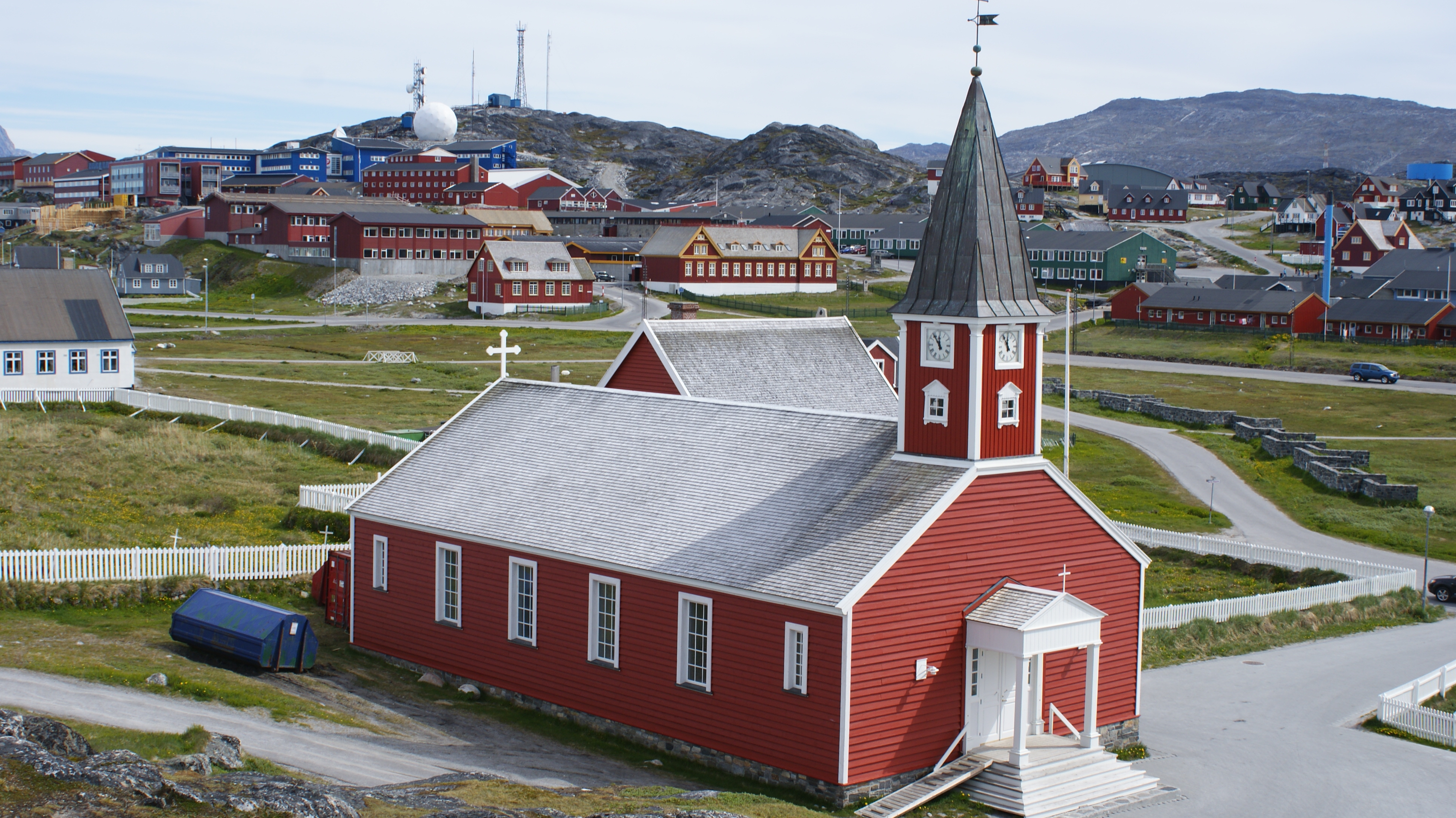
La cattedrale luterana di Nuuk, sede del vescovo della Groenlandia

La religione dominante è quella Evangelica Luterana facente capo alla Chiesa di Danimarca (Den Danske Folkekirke), che ha eletto la Groenlandia a sede vescovile nel 1993. Dal 1995 la diocesi di Groenlandia è retta da Sofie Petersen, secondo vescovo donna nella Chiesa di Danimarca e primo vescovo Inuit. La diocesi luterana ha sede nella cattedrale del Salvatore (dan.: Vor Frelser Kirke; groenl.: Annaassisitta Oqaluffia), costruita nel 1849. Secondo stime riportate del vescovo Petersen nel 2009, l'85% della popolazione appartiene alla Chiesa di Danimarca.
È presente anche una piccola comunità cattolica, raccolta nella parrocchia di Cristo Re a Nuuk (Krist Konge Kirke), della diocesi di Copenaghen.
Sono inoltre presenti fedeli appartenenti alla Chiesa neo-apostolica, alla Chiesa evangelica Ebenezer, alla fede Bahá'í e ai testimoni di Geova.

## Istruzione

### Università
L'unica università presente nel paese è l'Università della Groenlandia, che è stata istituita nel 1987.

## Cultura

### Patrimoni dell'umanità
Tre siti della Groenlandia, nell'ambito dei patrimoni dell'umanità della Danimarca, sono stati iscritti nella Lista dei patrimoni dell'umanità dell'UNESCO:
- Fiordo ghiacciato presso Ilulissat, in Groenlandia (2004)
- Kujataa in Groenlandia: agricoltura nordica e inuit al bordo della calotta glaciale (2017)
- Aasivissuit - Nipisat, terreno di caccia inuit tra ghiaccio e mare (2018)

### Produzione letteraria
La prima donna a pubblicare opere riguardanti la Groenlandia e la sua cultura viene considerata Signe Rink.
La scrittrice Niviaq Korneliussen è la prima autrice groenlandese a vincere il Nordisk råds litteraturpris (Premio letterario del Consiglio nordico) nel 2021, considerato il più alto riconoscimento letterario scandinavo con il suo romanzo Naasuliardarpi (La valle dei fiori, Iperborea 2023).

### Esplorazioni
Knud Rasmussen (1879-1933) è stato un noto esploratore sia danese che groenlandese.
Per quanto concerne la tradizione Inuit la prima ad averla documentata, attraverso foto e film, vivendo a stretto contatto con loro, è stata la danese Jette Bang. Riuscì a documentarne la cultura autoctona groenlandese prima che scomparisse definitvamente.

## Ricorrenze nazionali
La ricorrenza nazionale è il 21 giugno, quando viene celebrato il solstizio d'estate.

## Sport
Il calcio è lo sport nazionale della Groenlandia. La Groenlandia non è un Paese membro della FIFA o della UEFA, poiché secondo le regole della FIFA le partite internazionali devono essere disputate su campi di erba, anche se c'è stata un'apertura ai campi sintetici, mentre la UEFA, oramai da diversi anni, accoglie come propri membri solo Paesi ufficialmente riconosciuti dalle Nazioni Unite. Ciò non toglie che la Groenlandia abbia comunque una sua selezione di calcio, una sua federazione, la Kalaallit Arsaattartut Kattuffiat, e un suo campionato nazionale. Ha partecipato alla FIFI Wild Cup 2006 e alla ELF Cup 2006.
Il 28 maggio 2024 la Federazione Groenlandese ha ufficialmente presentato la sua candidatura per entrare nella CONCACAF, la Confederazione calcistica del Nord e Centroamerica, la quale non richiede che i suoi membri siano al contempo riconosciuti dalle Nazioni Unite, e ciò renderebbe molto probabile la possibilità di adesione.
La Groenlandia ha partecipato al campionato mondiale maschile di pallamano del 2007, classificandosi 22ª su 24 e al campionato mondiale femminile di pallamano del 2001, classificandosi 24ª su 24.
La capitale Nuuk ha ospitato nel 2002 e nel 2016 i Giochi invernali dell'Artico.